# Matica (pčela)
Matica je zrela ženka u pčelinjem društvu, čiji je zadatak nošenje jaja i time ostvaruje opstanka društva, kao i držanje pčelinjeg društva na okupu putem feromona koje luči. Iz oplođenih jaja se razvijaju pčele (radilice ili matice), dok iz neoplođenih se razvijaju mužjaci (trutovi). Jedno pčelinje društvo može da ima samo jednu maticu. Ukoliko se desi da se izleže više matica, doći će do podele društva prirodnim rojenjem. Maticu oplođavaju trutovi. Tokom života matica izleće iz košnice samo jednom, pri parenju, i izuzetno ako dođe do rojenja. Oplođena matica polaže jaja u ćelije saća. Iz najvećeg broja jaja izlegu se radilice, iz malog broja jaja izlegu se trutovi, a iz nekoliko posebno ugrađenih matičnjaka izlegu se matice. Luči hormone po kojima je pčele prepoznaju.

## Razvitak matice
Matica se rađa iz jajeta, a da li će opstati zavisi od ishrane. Dnevno matica može sneti od 3000 do 5000 jaja. Matica se, od pčele radilice, razlikuje i po izgledu. Njeno telo je mnogo duže i trbušni deo tela je otvorenije (bronzane) boje, noge su duže, a leđa bez dlačica. Na zadnjim nogama ona nema korpice za odlaganje cvetnog praha (kao radilice) i oblik žaoke je drugačiji nego kod radilice. Matica se u košnici kreće u pravcu kretanja Sunca. Ujutro je na istočnom djelu košnice, u podne je između središnjih ramova, a uveče na zapadnoj strani.
Izlaganje larve kod pčela traje 6 dana, kod matica – 5, a kod trutova – 7 dana. Prva tri dana mlade pčele hraniteljice hrane larve pčela, matica i trutova mlečom, koji sadrži sekrecije gornjovilične i pod ždrelne žlezde i bogat je lako usvojivim hranljivim materijama i biostimulatorima. Smatra se (Zerebkin) da u sastav mleča ulazi i sekrecija temene žlezde, koja je bogata masnoćama. Trećeg dana hrani larvi pčela i trutova pčele dodaju i kašicu od meda i polena, koju pripremaju u svojoj mednoj voljki, a od četvrtog dana do kraja tog stadijuma samo kašicu. Larve matica se u toku celog perioda bogato hrane samo mlečom, što omogućava da se od njih odgaje polno razvijene ženke matice. Sa povećanjem larve matice pčele postepeno izvlače i zidove matičnjaka.
Pčele hraniteljice posećuju larvu prosečno 1300 puta dnevno, da bi joj dali hrane, ili oko 8.000 puta u toku celog razvoja. Pomoću peristaltičkih pokreta tela larva se kreće kružno na dnu ćelije i kroz usni otvor ona prima hranu, koja prelazi kroz prednje u srednje crevo. Nesvareni  ostaci hrane se ne izbacuju u ćeliji već se gomilaju u srednjem crevu, zbog toga je ono dosta veliko i zauzima skoro čitavu šupljinu tela. Na taj način se hrana u ćeliji ne prlja ekskrementima. Zahvaljujući pojačanom hranjenju, larva brzo raste i gomila velike zalihe hranljivih materija – masno telo.

### Uslovi potrebni da bi se odgajile visoko kvalitetne matice
Jaja ili larvice u najmlađem stadijumu razvoja.
Pčele negovateljice starosti od 5-15 dana koje izlučuju matični mleč i vosak.
Polen ili polenska pogača koja bi pčelama negovateljicama obezbedila neophodne protein za lučenje mleča.
Med ili šećerni sirup koji bi stimulisao lučenje voska.

## Zamena stare matice
Dodavanje mladih matica radi zamene starih nije lako niti jednostavno, osim ako se obavlja za vreme obilne paše.Generalno važe sledeća pravila: mlade matice se ne dodaju u pčelinje zajednice u kojima postoji matica trutuša (lažna matica) ili u zajednice u kojima postoje izgrađeni matičnjaci. Isto tako, što je populacija pčela u košnici starija, to će teže bit prihvaćena mlada matica.
S obzirom da bez mlade matice nama jakog pčelinjeg društva, a time ni dobrog prinosa meda, neophodno je jednom godišnje zameniti stare matice mladim. Kao pokretnom pčelaru posebno je važno održavati pčelinja društva jakima, te stoga uvek ima rezervi nukleusa s mladim maticama, a po potrebi nabavljaju se i matice iz uzgoja. Matice se dodaju zajedno s celim nukleusom, što je najsigurnije, ili pojedinačno.

### Prebacivanje mlade matice snukleusomu stare zajednice
Nekoliko dana prije zamjene matica, šećernim sirupom prehranjujemo staru zajednicu, zatim pronalazimo staru maticu i uklanjamo je, te se premešta okvire s leglom i pčelama u medište. U postupku premeštanja okvira, novinskim papirom odvaja se medište od plodišta. Zatim celi nukleus s leglom i pčelama se stavlja u plodište. Tokom noći pčele, bez matice, smeštene u medište prolaze kroz papir i spajaju se s pčelama u plodištu, to jest s mladom maticom te pritom formiraju jaku zajednicu. Dakle, u košnici je sada mlada matica, a zajednica je dodatno ojačala.

## Svakodnevni život
Matica je pčela koja direktno kontroliše košnicu.Njena osnovna funkcija je razmnožavanje. Dobro uparena i dobro hranjiva matica može izlegnuti oko 1.500 jaja dnevno tokom proleća - koja imaju mnogo veću masu od mase matice. Ona je stalno okružena pčelama koje joj zadovoljavaju sve potrebe, dajući joj hranu i odlažu njen otpada.
Matica je u stanju da kontroliše pol pčele čije jaje polaže. Matica polaže oplođena jaja prema širini ćelija. Maticu možemo naći tako što ćemo se upravljati prema suncu. Dešava se da matica ostane do kraja svog života u košnici, ali može se desiti i da posle nekog vremena napusti košnicu i formira svoje novo društvo.

## Identifikacija matice
Za mnoge pčelare, pogotovu početnike, veliki je problem pronaći i videti maticu u mnoštvu pčela. Treba upamtiti da nije potrebno pri svakom pregledu težiti da se matica pronađe i vidi, ako u okvirima postoje svi stadijumi legla i ono potpuno normalno izgleda. To se u prvom redu odnosi na poklopljeno leglo.
Rano u proleće i u jesen mnogo je lakše pronaći maticu nego u punoj se-zoni razvoja pčelinjeg društva. Za pronalaženje i identifikovanje matice treba izabrati dan sa tihim i toplim vremenom. Dobro je da toga dana ima nešto paše da bi se izbeglo izazivanje grabeža zbog dužeg otvaranja košnice. Kada počne razvoj i širenje legla u proleće, matica se obično nalazi u gornjem nastavku L. R. košnice ili u centralnom delu košnica bez nastavka, dok je za vreme paše i jačeg unosa nektara ona potisnuta u donji nastavak. U tom slučaju potrebno je skinuti gornje telo L. R. košnice da bi se došlo do legla. Pri kraju leta, kada su nastavci većinom skinuti, opet je lakše pronaći maticu.
Maticu treba tražiti samo onda ako se po evidenciji zna da je stara ili da se prema kvalitetu legla i jačini društva sumnja u njenu vrednost. Isto to važi i za one matice čije potomstvo pokazuje ne otpornost prema bolestima ili parazitima. Takođe, u izrazito neproduktivnim društvima treba zameniti maticu.Kada se košnica otvori sa namerom da se nađe matica, ne treba upotrebljavati previše dima da ne bi došlo do prevelikog uznemirenja pčelinjeg društva. Iz košnice se izvadi jedan okvir i započne pregled. Ne treba očekivati da će se matica naći na okvirima sa poklopljenim leglom. Čim se izvadi jedan okvir, baci se pogled na spoljnu stranu sledećeg okvira. To treba učiniti pre nego što se pogleda već izvađen okvir. U onim pčelinjim društvima čije su pčele po svojoj prirodi mirne, maticu je relativno lako ugledati, ali u onim društvima koja se ponašaju nemirno i gomilaju se, tu matica može biti bilo gde u košnici. Tako uznemireno društvo je bolje zatvoriti nakratko i ponovo nakon izvesnog vremena pregledati.
Najbolji način da indentifikujete maticu jeste da koristeći boju za identifikaciju matice. Ta boja je posebno napravljena u vidu markera sa raznim bojama (bela, plava,crvena,zelena,žuta) po bojama možemo razvrstati koliko nam je stara matica i kad je trebamo promeniti.

## Zanimljivosti
- Medonosne pčele razvijaju matice iz nekoliko razloga, kao što je smrt prethodne matice, ili pretrpana košnica i razvijanje nove kolonije.
- Pčele izrade do 20 voštanih "kraljicinih" celija.
- Matica ce se pariti sa do 20 muških pčela koje se zovu "trutovi" a svi ti trutovi će umreti nakon parenja.
- Matica ce ostati u koloniji, najmanje godinu dana, a nakon toga če i ona moči napustiti roj i započeti koloniju.
- Iako pčela živi izmedju 40-45 dana, matica može živeti i do 5 godina.
- U bilo kom trenutku, u zdravoj košnici postoji jedna matica, od 40 000 do 80.000 ženskih pčela i nekoliko stotine trutova.
- Veoma često matica izleti iz košnice i zakači se na grani drveta.

## Spoljašnje veze
- Društvo pčelara Архивирано на веб-сајту  (4. јануар 2017)